# Хебел
Хебел (англ. Hebel) — город в юго-западном Квинсленде, Австралия.  Входит в состав района местного самоуправления — графства Балонн. Находится в 674 км от столицы штата — Брисбена, в 145 км от Сент-Джорджа, и в 69 км от Лайтнинг-Риджа. Хебел расположен на шоссе Каслриг в 4 км от границы с Новым Южным Уэльсом. Согласно переписи населения 2006 года население Хебела и окрестностей насчитывало 149 человек.
Недалеко от города находятся известные опаловые шахты Лайтнинг-Риджа.
Распространено мнение что название Хебелу было дано в честь семьи немецких иммигрантов.